# Paul Mulders
Paul de la Cruz Mulders (ur. 16 stycznia 1981 w Amsterdamie, Holandia) – filipiński piłkarz urodzony w holenderskim Amsterdamie. Od 2014 gra w klubie Ceres FC na pozycji pomocnika, reprezentant Filipin.

## Kariera klubowa

### Juniorskie lata
Urodził się w holenderskim Amsterdamie. Jego rodzicami są Holender Leo Mulders oraz Filipinka Ofelia de la Cruz. Mulders zaczął grać w piłkę jako junior w AVV Zeeburgia. W 1989 roku został dostrzeżony przez skautów Ajaxu Amsterdam, gdzie grał do 1997 roku.

### HFC Haarlem
W wieku 16 lat, w 1997 roku, przeniósł się do HFC Haarlem. W 2000 roku został włączony do pierwszej drużyny tego zespołu. 14 października 2000 roku Mulders zaliczył debiut w Eerste Divisie przeciwko BV Veendam. 6 sierpnia 2000 roku zdobył bramkę dla swojej drużyny w meczu towarzyskim przeciwko swojemu byłemu klubowi, Ajaxowi Amsterdam, w którym wówczas grała gwiazda szwedzkiego futbolu, Zlatan Ibrahimović. Odszedł z Haarlemu w 2005 roku. Podczas pięciu lat gry w tym klubie zdobył 20 bramek w 114 występach.

### Cambuur Leeuwarden
W 2005 roku przeniósł się do SC Cambuur. Wtedy 24-letni Mulders podpisał 2-letni kontrakt z tym klubem. W 2007 roku klub z nim, jak i z sześcioma innymi zawodnikami nie podpisał nowego kontraktu ze względu na problemy finansowe. W ciągu dwóch lat grania w tym klubie Mulders strzelił 5 bramek w 60 meczach.

### FC Omniworld
Przed sezonem 2007/08 Mulders podpisał kontrakt z FC Omniworld. W tym klubie podczas dwóch lat grania zaliczył 11 trafien i 60 meczów.

### AGOVV Apeldorn
W 2009 roku przeszedł do AGOVV Apeldoorn. W tym klubie spotkał się ze znajomym z FC Omniworld, asystentem trenera Peterem van Vossen. Mulders w sezonie 2009/10 rozegrał najlepszy sezon w całej karierze, bowiem AGOVV przez play-off osiągnął awans do Eerste Divisie, a Mulders miał w tym awansie spory udział. W ciągu dwóch lat grania w tym klubie zaliczył 9 bramek w 58 meczach.

### ADO Den Haag
W kwietniu 2011 roku podpisał 2-letni kontakt z występującym w Eredivisie ADO Den Haag. Swój debiut w europejskich pucharach zaliczył 4 sierpnia 2011 roku w trzeciej rundzie kwalifikacyjnej do Ligi Europy przeciwko Omonii Nikozja. W 32. minucie meczu popisał się asystą dająca prowadzenie Holendrom w tym meczu. Mimo że mecz wygrali 1:0 to w dwumeczu przegrali 3:1. W Eredivisie zadebiutował 7 sierpnia 2011 roku przeciwko SBV Vitesse.

## Kariera reprezentacyjna
Na początku czerwca 2011 roku przybył do Manili, stolicy Filipin, by uzyskać filipińskie obywatelstwo. Mulders w barwach reprezentacji Filipin zadebiutował 29 czerwca 2011 roku w Kolombo w zremisowanym 1:1 meczu z reprezentacją Sri Lanki.